# 默莱 (索恩-卢瓦尔省)
默莱（法語：Melay，法語發音：[məlɛ] ⓘ）是法国索恩-卢瓦尔省的一个市镇，属于沙罗勒区。

## 地理
默莱（46°12'49"N, 4°1'1"E）面积36.5 平方千米，位于法国勃艮第-弗朗什-孔泰大區索恩-卢瓦尔省，该省份为法国中部省份，北起顺时针与科多尔省、汝拉省、安省、罗讷省、卢瓦尔省、阿列省和涅夫勒省接壤。
与默莱接壤的市镇（或旧市镇、城区）包括：拉贝尼松迪约、布列农、诺阿伊、维旺、舍奈勒沙泰勒、伊格朗德、滨湖圣马丹。

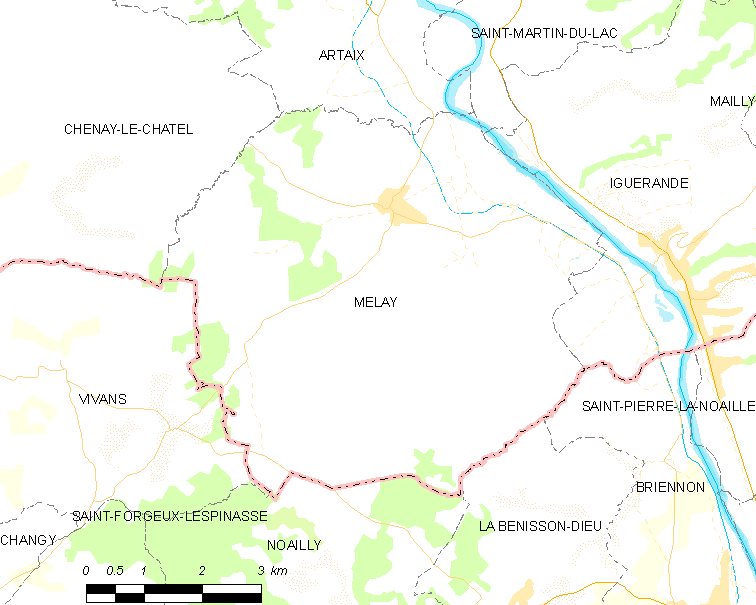
的OSM定位图

默莱的时区为UTC+01:00、UTC+02:00（夏令时）。

## 行政
默莱的邮政编码为71340，INSEE市镇编码为71291。

## 政治
默莱所属的省级选区为帕赖勒莫尼亚勒县。

## 人口

1962-2008年间人口变化图示

默莱于2022年1月1日时的人口数量为964人。